# Motoki Nišimura
Motoki Nišimura v starší literatuře transliterován jako Masaki Nišimura (* 8. června 1947) je bývalý japonský zápasník–judista, bronzový olympijský medailista z roku 1972.

## Sportovní kariéra
Studoval na Takušokujské univerzitě v Tokiu. Připravoval se v dojo Šoki džuku vedené Isaem Okanem. V širší japonské seniorské reprezentaci se pohyboval od roku 1966. Při své mohutné postavě se řadil mezi pasivní judisty, obranáře. Na prestižním japonském mistrovství bez rozdílu vah vypadával pravidelně v prvních kolech. Jeho maximum bylo semifinále v roce 1972, které mu vyneslo nominaci na olympijské hry v Mnichově v těžké váze. Ve čtvrtfinále olympijského turnaje nestačil na Sověta Givi Onašviliho. Přes opravy se však probojoval do finálové čtveřice, kde prohrál na praporky s Nizozemcem Wimem Ruskou a získal bronzovou olympijskou medaili. Po olympijských hrách v průběhu několika let ukončil sportovní kariéru a stáhl se do ústraní veřejného života.

## Výsledky

### Váhové kategorie
| Turnaj               | 1967       | 1968       | 1969       | 1970       | 1971       | 1972       | 1973       |
| Turnaj               | 20         | 21         | 22         | 23         | 24         | 25         | 26         |
| Turnaj               | těžká váha | těžká váha | těžká váha | těžká váha | těžká váha | těžká váha | těžká váha |
| -------------------- | ---------- | ---------- | ---------- | ---------- | ---------- | ---------- | ---------- |
| Olympijské hry       |            |            |            |            |            | 3.         |            |
| Mistrovství světa    | —          |            | —          |            | —          |            | —          |
| Mistrovství Asie     |            |            |            | —          |            |            |            |
| Univerziáda          | 1.         |            |            |            |            |            |            |
| Mistrovství Japonska |            | ?          | 3.         | ?          | ?          | 1.         | ?          |

### Bez rozdílu vah
| Turnaj               | 1967 | 1968 | 1969 | 1970 | 1971 | 1972 | 1973 |
| Turnaj               | 20   | 21   | 22   | 23   | 24   | 25   | 26   |
| -------------------- | ---- | ---- | ---- | ---- | ---- | ---- | ---- |
| Olympijské hry       |      |      |      |      |      | —    |      |
| Mistrovství světa    | —    |      | —    |      | —    |      | —    |
| Mistrovství Asie     |      |      |      | 1.   |      |      |      |
| Univerziáda          | —    |      |      |      |      |      |      |
| Mistrovství Japonska | ?    | ?    | ?    | úč.  | ?    | 3.   | úč.  |